# Place Chantal-Mauduit
La place Chantal-Mauduit est une voie située dans le 15e arrondissement de Paris.

## Situation et accès
Elle est située à l'intersection entre les rues du Lieuvin, de Cherbourg et Fizeau.
Ce site est desservi par la station de métro Porte de Vanves.

## Origine du nom
Elle porte le nom de l'alpiniste française Chantal Mauduit (1964-1998). On peut noter, dans le voisinage de la place, la proximité symbolique de la rue du Sommet-des-Alpes et de la rue de Chambéry.

## Historique
Portant précédemment le nom provisoire « voie CN/15 », la place prend son nom actuel par délibération du Conseil de Paris du 9 février 2024.